# Згорње Дуплице
Згорње Дуплице  (словен. Zgornje Duplice, познате и као Горење Дуплице) мало насеље североисточно од Гросупља у централној Словенији покрајина Долењска. Општина припада регији Средишња Словенија.
Налази се на надморској висини 391,1 м, површине 1 км². Приликом пописа становништва 2002. године насеље је имало 27 становника.